# Федерация современного пятиборья Казахстана
Федерация современного пятиборья Казахстана (каз. Қазақстандық қазіргі бессайыс федерациясы, Qazaqstandyq qazirgi bessaıys federatsııasy) — была образована в 1992 году.
Цель Федерации — развитие в Казахстане современного пятиборья, входящего в программу летних Олимпийских игр.

## Структура Федерации
- Президент — Имашев, Берик Мажитович
- Генеральный секретарь — Тюрин, Дмитрий Борисович
- Главный тренер — Туробов, Сергей Анатольевич